# Eugenia pyriformis
Eugenia pyriformis är en myrtenväxtart som beskrevs av Jacques Cambessèdes. Eugenia pyriformis ingår i släktet Eugenia och familjen myrtenväxter. Inga underarter finns listade i Catalogue of Life.